# 萨索斯专区
萨索斯专区（希臘語：Περιφερειακή ενότητα Θάσου），是希腊东马其顿和色雷斯大区的一个专区。行政中心为萨索斯镇。专区面积为379平方公里，2011年人口数量为13,770人。

## 行政
在2011年卡利克拉提斯改革方案中，希腊所有州份被取消。原卡瓦拉州分成卡瓦拉专区和萨索斯专区。萨索斯专区包括萨索斯岛及旁边的一个小岛，专区内仅有1个市镇（括号内为地图中的数字）：
- 萨索斯（1）